# Nobuyuki Hosaka
Nobuyuki Hosaka (Saitama, 23 juli 1970) is een voormalig Japans voetballer.